# Sračinec
Sračinec je opčina v Chorvatsku, ve Varaždinské župě. V roce 2011 žilo ve Sračinci 3 897 obyvatel, v celé opčině pak 4 842 obyvatel. Opčina sousedí se Slovinskem.

## Části opčiny
- Sračinec – 3 897 obyvatel
- Svibovec Podravski – 945 obyvatel